# تعطیلات آن‌ها
تعطیلات آنها (انگلیسی: Their Vacation) یک فیلم کمدی صامت کوتاه به کارگردانی ویلارد لوئیس است که در سال ۱۹۱۶ منتشر شد. از بازیگران این فیلم می‌توان به اولیور هاردی و فلورنس مک‌لاکلین اشاره کرد.